# Vicente Palacio Atard
Vicente Palacio Atard (2 de enero de 1920-15 de octubre de 2013) fue un historiador y catedrático español, académico de la Real Academia de la Historia.

## Biografía
Nacido en Bilbao el 2 de enero de 1920. Estudió Filosofía y Letras (sección de Historia) en la Universidad Central y se doctoró en 1944 con una tesis sobre el  El Tercer Pacto de Familia entre España y Francia, dirigida por su maestro Cayetano Alcázar.
En 1948 obtuvo por oposición la cátedra de Historia de España Moderna y Contemporánea en la Universidad de Barcelona, obteniendo el mismo año el traslado a la de Valladolid. Desde 1957 (hasta su jubilación en 1986) desempeñó la cátedra de Historia de España en la Edad Contemporánea en la Universidad de Madrid. Promovió los Cuadernos historiográficos de la Guerra de España, de los que se publicaron seis volúmenes entre 1967 y 1969. En 1978 obtuvo el Premio Nacional de Historia Menéndez Pelayo por su obra La España del siglo XIX. Elegido académico de la Real Academia de la Historia el 27 de marzo de 1986 con la medalla n.º 35, ocupó el cargo desde su toma de posesión el 24 de enero de 1988 hasta su fallecimiento; que se produjo el 15 de octubre de 2013 en Madrid a la edad de 93 años.
Por su orientación política, Palacio Atard ha sido calificado como tradicionalista y nacionalcatólico. Entre sus obras más destacadas se encuentran títulos como La España del siglo XVIII. El siglo de las reformas y Los españoles de la Ilustración.
Casado con Lola Domínguez Moncada (fallecida el 18 de febrero de 2020). Tuvieron tres hijos: Matilde, Javier y Marta Palacio Domínguez.

## Publicaciones
- El Tercer Pacto de Familia (Madrid, CSIC, 1945).
- Derrota, agotamiento y decadencia en la España del siglo XVII (Madrid, Rialp, 1949; 4ª ed., 1987).
- Los españoles de la Ilustración (Madrid, Guadarrama, 1964).
- Ensayos de historia contemporánea (Madrid, Narcea, 1970).
- Cinco historias de la República y la Guerra (Madrid, Editora Nacional, 1973).
- La España del siglo XVIII. El siglo de las reformas (Madrid, UNED, 1978).
- La España del siglo XIX (1808-1898) (Madrid, Espasa-Calpe, 1978; 2.ª ed., 1981).